# Geschichte des Jemen
Die Geschichte des Jemen umfasst die Entwicklungen auf dem Gebiet der Jemenitischen Republik von der Urgeschichte bis zur Gegenwart.

## Die antiken Königreiche
Die Frühgeschichte des Jemen ist bisher nur ansatzweise erforscht. Allerdings begann mit der jemenitischen Bronzezeit (seit 2200 v. Chr.) wegen der zunehmenden Austrocknung der Arabischen Halbinsel die Entwicklung von landwirtschaftlichen Bewässerungssystemen. Zwar bestanden schon Beziehungen zum Mittelmeerraum, wobei schon Weihrauch getauscht wurde, doch ermöglichte erst die Domestizierung des Dromedars den Aufschwung des Handels auf der Weihrauchstraße. Dies führte auch zum Aufstieg der südarabischen Zivilisation. Im 8. Jahrhundert v. Chr. kam es durch die Ausweitung des Warenaustausches zur Herausbildung der Königreiche Saba, Ma'in, Qataban, Ausan und Hadramaut.
Neben dem Weihrauchhandel bestanden auch enge Handelskontakte mit Indien und Ostafrika. Als Seefahrer nutzen die Südaraber dabei schon ihre Kenntnisse über die Monsunwinde im Bereich des Indischen Ozeans. Die Handelskontakte nach Afrika waren so eng, dass vor allem in Eritrea Kolonien südarabischer Siedler entstanden. Durch den ausgedehnten Handel konnten auch Kultureinflüsse aus dem Nahen Osten in Jemen wirksam werden. So wurde die südarabische Schrift im 8. Jahrhundert v. Chr. aus dem phönizischen Alphabet entwickelt. Weiteren Einfluss erlangte seit dem 3. Jahrhundert v. Chr. die hellenistische Kultur in Jemen. Sie bereicherte vor allem die südarabische Kunst, wovon u. a. mehrere Bronzestatuen zeugen.
In römischer Zeit galt Jemen wegen seiner Fruchtbarkeit als Arabia Felix (glückliches Arabien).
Nach der Zeitenwende begann der Niedergang der südarabischen Kultur, als sich der Handel von der Weihrauchstraße auf den Seeweg durch das Rote Meer verlagerte. Dies entzog den alten Königreichen zunehmend die wirtschaftliche Grundlage und führte zur Verschärfung der Auseinandersetzungen. Zwar konnte Jemen im 3. Jahrhundert von den Himyaren vereinigt werden, doch war der Untergang der antiken Stadtkultur nicht mehr aufzuhalten. Nachdem das Land 525 vom Königreich Aksum mit byzantinischer Unterstützung erobert worden war und einen letzten Aufschwung unter König Abraha erlebt hatte, geriet das Land Ende des 6. Jahrhunderts zunächst unter die Oberherrschaft des persischen Sassanidenreichs und wurde bald als Provinz ganz in dieses integriert.
Nach dem Tod von Chosrau II. im Jahre 628 gingen die im Land lebenden Perser, die die Oberschicht bildeten, unter ihrem Führer Bādhām ein Bündnis mit dem westarabischen Feldherrn Mohammed von Mekka ein. Damit wurde der Teil Jemens, der unter persischer Herrschaft stand, Teil des islamischen politischen Systems. Nach dem Tod von Bādhām erkannte Mohammed verschiedene andere lokale Führer an und entsandte eigene Stellvertreter nach Jemen, darunter Chālid ibn Saʿīd. Diese Männer hatten den Auftrag, die Zakat einzusammeln. Das Gebiet von Sanaa verblieb unter der Herrschaft von Bādhāms Sohn Schahr. Dieser wurde allerdings im März 632 durch Männer aus dem Stamm Madhhidsch, die unter der Führung eines gewissen ʿAbhala standen, ermordet. Die Männer von ʿAbhala, der auch al-Aswad („der Schwarze“) genannt wurde, vertrieben auch die Abgesandten Medinas und brachten große Teile des Landes unter ihre Kontrolle. Damit begann in Jemen die Ridda-Bewegung, die erneute Abspaltung einiger Stämme vom Islam, der nach dem Tod Mohammeds in eine erste Krise geraten war. Unter Abū Bakr (632–634), der den Mekkaner al-Muhādschir ibn Abī Umaiya nach Jemen entsandte, um die dortige Absetzbewegung zu zerschlagen, kam das Gebiet unter festere muslimische Kontrolle.

## Das muslimische Mittelalter
Ab 661 gehörte Jemen als Provinz zum Kalifat der Umayyaden. Intern war das Gebiet unter zahlreichen lokalen Dynastien aufgeteilt, von denen keine in den zahlreichen Machtkämpfen eine dominierende Stellung erreichte. Im späten 9. Jahrhundert wurde Yahyā ibn al-Husain, ein Enkel des zaiditischen Gelehrten  al-Qāsim ibn Ibrāhīm ar-Rassī, von zerstrittenen nordjemenitischen Stämmen als Schlichter ins Land gerufen und schließlich vom Stamm der Chaulān in Saʿda unter dem Namen al-Hādī ilā l-Haqq („Der zur Wahrheit hinführt“) als Imam anerkannt. Damit wurde das zaiditische Imamat Jemens begründet, das mit Unterbrechungen bis zum Jahr 1962 weiterbestand, vorerst jedoch eines unter vielen Kleinreichen der Region blieb. Yahyā ibn al-Husain verbreitete auch die zaiditische Lehre, wodurch Jemen zu einem Zentrum des Zaiditentums wurde. Ende des 9. Jahrhunderts begannen auch die Ismailiten mit der Missionierung im Rahmen von Daʿwa-Aktivitäten. Der ismailitische Missionar Ibn Hauschab gründete im jemenitischen Hochland ismailitische „Stätte der Auswanderung“ (dār al-hiǧra). Sein Gefährte Ali ibn al-Fadl missionierte unter den Stämmen des Berges Yāfiʿ, erbaute ebenfalls eine Festung und rief zum Dschihad gegen den Fürsten von Lahidsch auf. Ibn Hauschab und seine Anhänger schlossen sich später den Fatimiden an. Im 11. Jahrhundert bildete sich mit den Sulaihiden eine eigene ismailitische Dynastie in Jemen. Andere muslimische Dynastien in Jemen waren die Ziyadiden und die Nadschahiden.
Die Unabhängigkeit wurde auch durch einen wirtschaftlichen Aufschwung begünstigt, da der Seeweg von Indien über Jemen nach Ägypten für den Ost-West-Handel erheblich an Bedeutung gewann. In dieser Zeit des wirtschaftlichen Wohlstandes lebte mit al-Hamdani auch der bedeutendste jemenitische Gelehrte.
Im 11. Jahrhundert vereinigte die schiitische Dynastie der Yuʿfiriden die jemenitischen Gebiete und erkannte die Oberhoheit der Fatimiden in Ägypten an. Nach dem Zerfall dieses Reiches eroberte Thuran Schah, ein Bruder von Saladin, 1174 den Süden und die Küstenebene des heutigen Jemen und begründete eine Seitenlinie der Ayyubiden (1174–1228) (siehe: Ayyubiden (Jemen)). Im Norden erlangte das zaididische Imamat eine beherrschende Bedeutung.
1228 errichteten die Rasuliden ihre bis 1454 dauernde Herrschaft, die neben dem jemenitischen Kernland auch den Hadramaut und zeitweise sogar den Hedschas bis nach Mekka umfasste. Unter den Rasuliden erfolgte ein wirtschaftlicher Aufschwung, wobei vor allem Aden eine sehr große Bedeutung im Seehandel des Indischen Ozeans errang. Im 14. Jahrhundert gelang es den Zaiditen mit dem Erringen der Kontrolle über Sanaa, ihre Position gegenüber den Rasuliden zu stärken. Letztere wurden immer weiter in den Süden zurückgedrängt und dort 1454 endgültig durch die Tahiriden gestürzt und ersetzt. Mit dem Sturz der Rasuliden begann der wirtschaftliche Niedergang Adens, da es von Dschidda als wichtigstem Handelshafen abgelöst wurde. 1513 scheiterten die Portugiesen mit einem Eroberungsversuch von Aden. Daraufhin gaben sie den Plan zur Eroberung von Mekka und Sues auf. Aden geriet später dennoch zeitweise unter portugiesische Kontrolle.
1516 besetzten die Mamluken Teile Jemens, wurden aber von 1538 an durch die Osmanen ersetzt, nachdem diese 1517 Syrien und das mamlukische Stammland Ägypten erobert hatten. Aden wurde zum osmanischen Flottenstützpunkt ausgebaut. Sanaa wurde 1546 erobert, und 1552 unterwarf sich der Imam der Zaiditen den Osmanen. Schon 1569 musste ein neuer Feldzug die osmanische Herrschaft über Jemen festigen.
Gegen Ende des 16. Jahrhunderts erwuchs den Osmanen mit dem Prophetennachkommen al-Qâsim b. Muhammad ein neuer und gefährlicher Gegenspieler. Al-Qâsim proklamierte sich 1597 in der Provinz al-Sharaf (nordwestlich von Sanaa gelegen) zum Imam und rief die Bevölkerung zum Dschihad gegen die Osmanen auf. Unter al-Mansûr al-Qâsim (1597–1620) und seinem Sohn al-Mu`ayyad Muhammad (1620–1644) zwangen zaiditische Truppen, die sich vor allem aus nordjemenitischen Stammesleuten zusammensetzten, die Osmanen zur  Räumung des Landes und begründeten damit die qâsimidische Dynastie. Nach heftigen Kämpfen zogen die letzten osmanischen Truppen 1635 aus  Jemen ab. Die Qâsimiden beherrschten daraufhin für kurze Zeit ein Gebiet, das annähernd dem heutigen Jemen entsprach. Bald kam es jedoch zu internen Machtkämpfen, die zu einer Zersplitterung des zaiditischen Reiches führten.
Im 16. und 17. Jahrhundert wurde die jemenitische Hafenstadt Mokka (arabisch: al-Mukha, englisch: Mocha) wegen ihres Kaffeeexports bedeutend für den Welthandel.

## Kolonialzeit und Unabhängigkeit

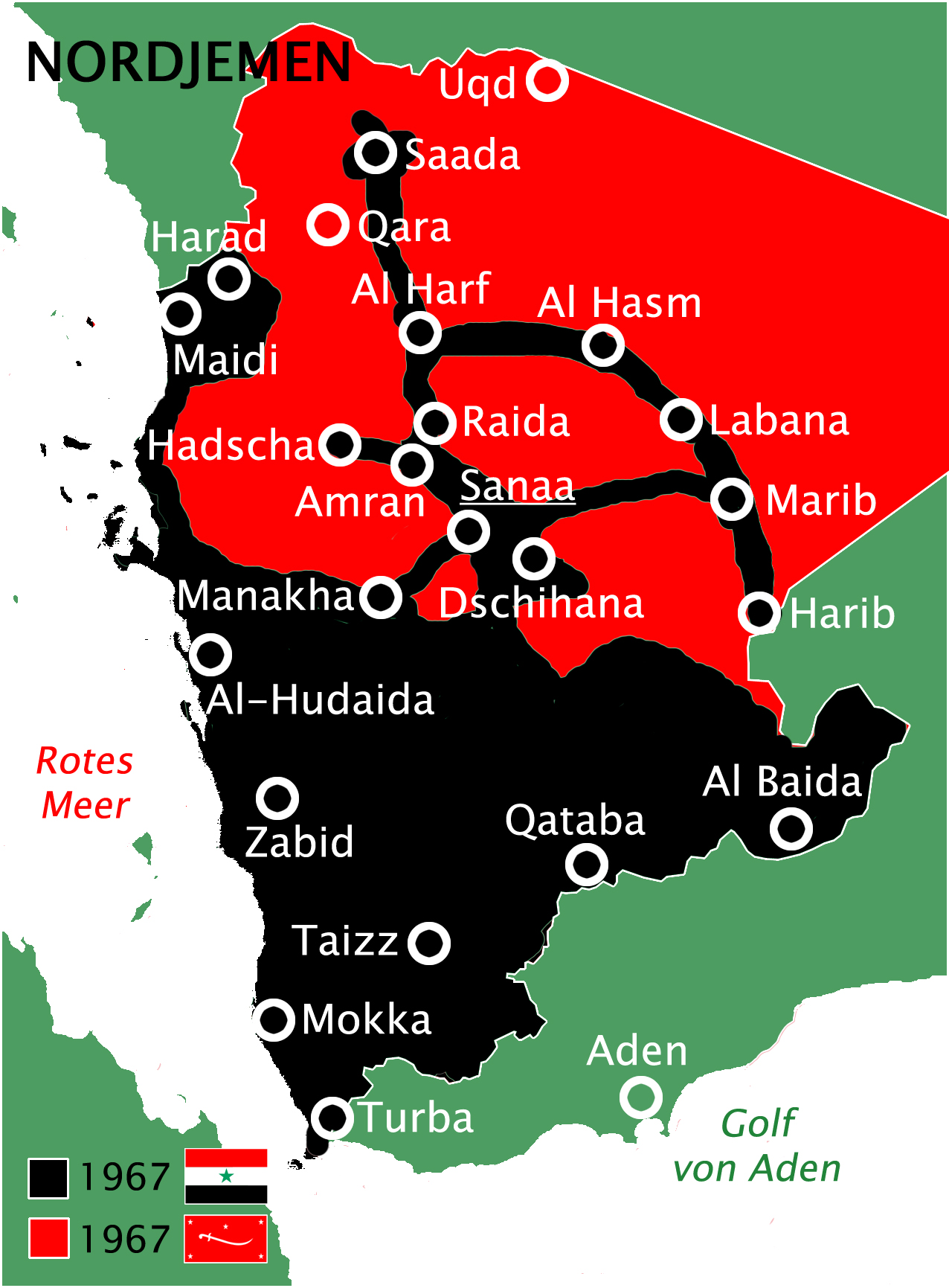
Situation im Nordjemenitischen Bürgerkrieg zwischen Republikanern (schwarz) und Royalisten (rot) Ende 1967

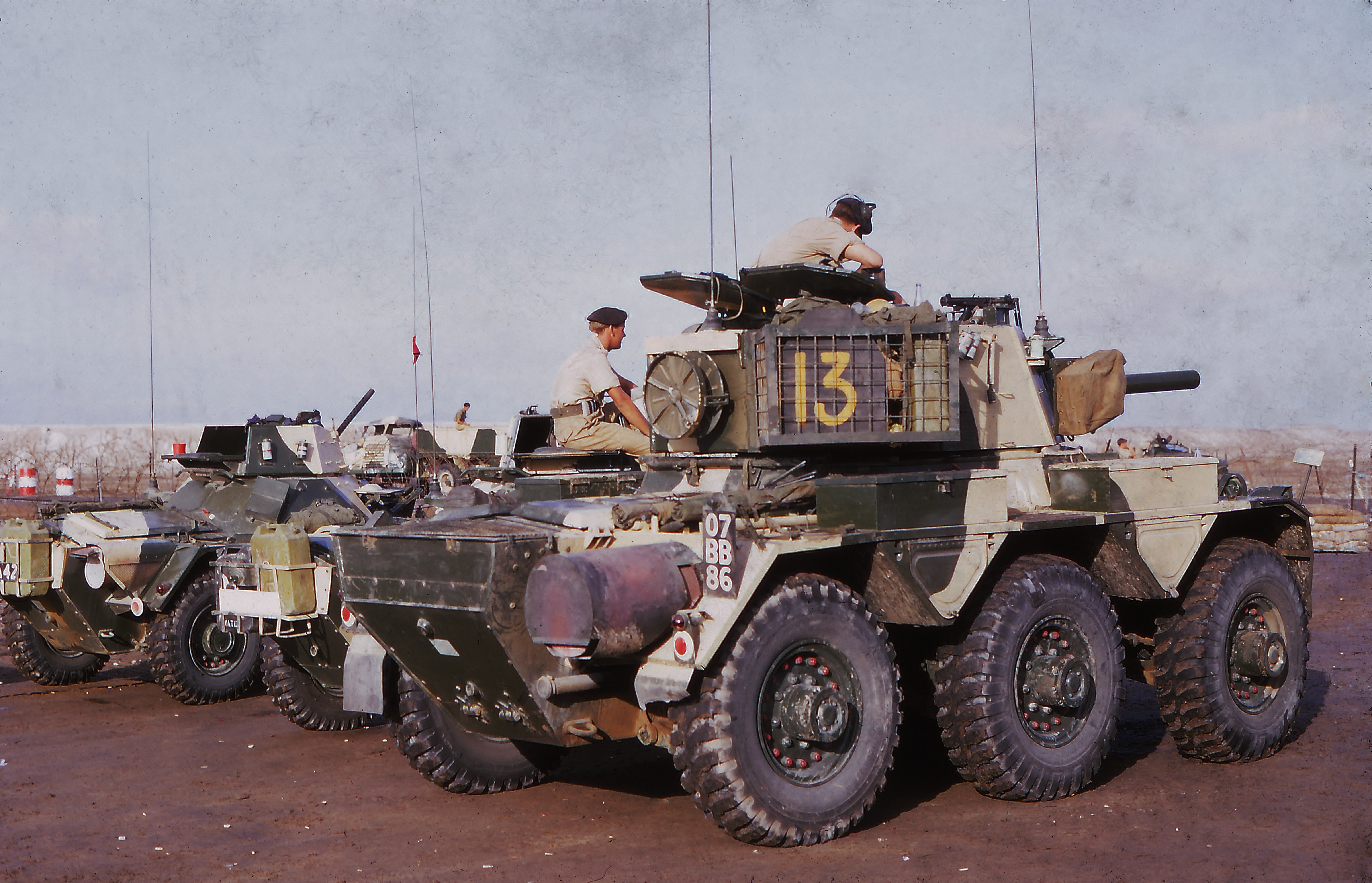
Britische gepanzerte Fahrzeuge der 1st The Queen’s Dragoon Guards in Aden 1967

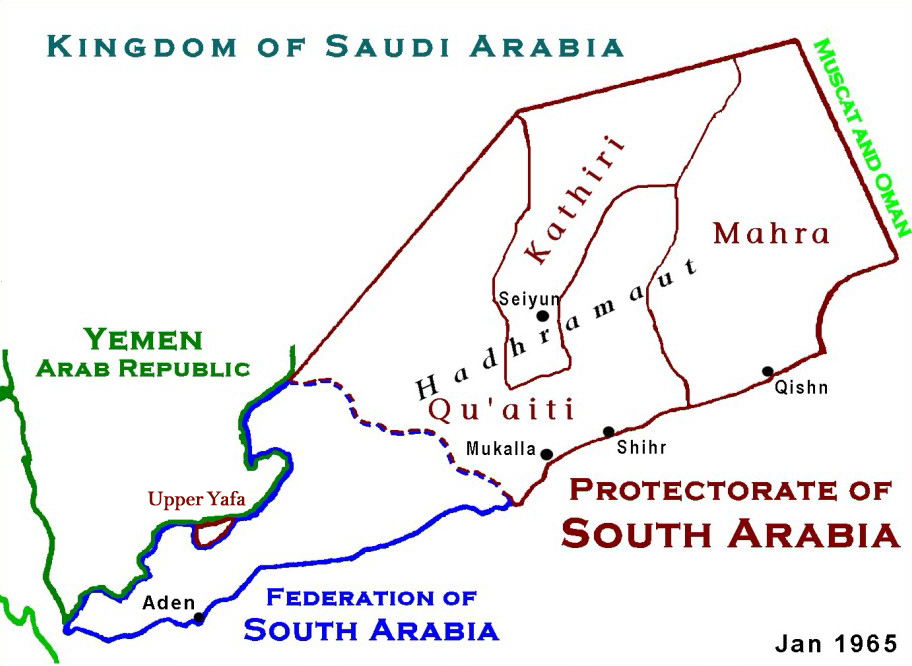
Die Jemenitische Arabische Republik, die Südarabische Föderation und das Protektorat von Südarabien 1967

Im 19. Jahrhundert kam es erneut zu einer Teilung des Landes. Die südöstliche Region um Aden wurde 1839 von den Briten besetzt. Für die Briten war Aden strategisch als Gegengewicht gegen die auf der arabischen Halbinsel expandierenden Osmanen sowie als Hafenstadt und Versorgungsposten für den Schiffsverkehr nach Indien von großer Bedeutung. Die Bedeutung des Hafens steigerte sich nach der Eröffnung des Sueskanals im Jahr 1869 sogar noch. Aden selbst war als Kronkolonie eng an Großbritannien gebunden. Im Hinterland herrschten lokale Machthaber, die Kooperationsverträge mit den Briten abschlossen, so dass dort ein britisches Protektorat entstand. Die Protekturatszone erweiterte sich in den folgenden Jahren durch weitere Verträge, bis in etwa die Ausdehnung des späteren Südjemens erreicht war.
Im Nordwesten machten in den späten 1840er Jahren Stammesführer aus dem jemenitischen Hochland und dem ʿAsīr den qāsimidischen Imamen die Herrschaft streitig. Der dort bestehende kriegsähnliche Zustand führte 1869 zur osmanischen Neubesetzung des Landes. Die zaiditischen Imame konnten jedoch, ausgehend von ihren Kerngebieten im Norden Jemens, ihre Macht zum Teil wiederherstellen und unternahmen 1891–1892, 1898–1899, 1904–1907 und 1910–1911 großangelegte Aufstände gegen die osmanische Herrschaft. Am 30. Oktober 1918 erklärte Imam Yahya Muhammad Hamid ad-Din die formelle Unabhängigkeit des Jemen vom Osmanischen Reich, im Jahr 1926 rief er sich zum König von Jemen aus. Das hiermit begründete Königreich Jemen bestand bis 1962 weiter. Von 1958 bis 1961 schloss es sich den Vereinigten Arabischen Staaten an. Schon unter Yahya Muhammad kam es aber zur Auflehnung der nordjemenitischen Stämme gegen die Zentralherrschaft, die sich unter seinem Nachfolger Ahmad ibn Yahya verschärften.
Am 4. April 1962 wurde im Süden aus den 15 Protektoratsstaaten der Föderation der Arabischen Emirate des Südens die Südarabische Föderation gebildet und am 18. Januar 1963 mit der britischen Kolonie Aden vereinigt. Juni 1964 kam das Obere Aulaqi-Sultanat dazu, womit die Föderation 17 Staaten umfasste. 1966 entsandte die Föderation ein eigenes Team zu den British Empire and Commonwealth Games in Kingston, Jamaika.
Im Herbst 1967 nahmen aus der Südarabischen Föderation (Südjemen) die Anschläge gegen britische Einrichtungen und Soldaten zu. Zudem gab es schwere Kämpfe zwischen der marxistischen Nationalen Befreiungsfront (NLF; National Liberation Front) und der nationalliberalen Befreiungsfront für das besetzte Südjemen (FLOSY; Front for the Liberation of Occupied South Yemen). Von 1963 bis 1967 starben 120 britische Soldaten und mehr als 850 wurden verwundet. Insgesamt 300 Araber kamen bei den Kämpfen ums Leben. Am 18. November 1967 wurde auch der deutsche ARD-Auslandskorrespondent Walter Mechtel in Aden erschossen. Die britische Regierung beschloss, die zum 9. Januar 1968 geplante Unabhängigkeit des Landes bereits um Mitternacht am 30. November 1967 zu gewähren. Am 29. November 1967 endeten die letzten Übergabeverhandlungen zwischen der britischen Regierung und der NLF. Großbritannien sagte eine beschränkte wirtschaftliche Hilfe nach der Unabhängigkeit zu. Die Inseln Perim und Kamaran wurden der Jemenitischen Arabischen Republik (Nordjemen) und die Churiya-Muriya-Inseln dem Oman zugesprochen.
Die Südarabische Föderation wurde aufgelöst, als sie am 30. November 1967 gemeinsam mit dem Protektorat von Südarabien die Unabhängigkeit von Großbritannien erlangte und die Volksrepublik Jemen bildete. Nach dem britischen Rückzug orientierte sich das Land in Richtung Sowjetunion. 1970 erfolgte unter der linksgerichteten Einheitspartei Jemenitische Sozialistische Partei die Umbenennung der Volksrepublik Jemen in Demokratische Volksrepublik Jemen. Dabei handelte es sich um den einzigen marxistisch ausgerichteten Staat der arabischen Welt. Die Jemenitische Sozialistische Partei setzte einen tiefgreifenden gesellschaftlichen Umbruch durch, mit den am stärksten westlich orientierten Familiengesetzen in einem arabischen Land und einem hohen Maß an Gleichberechtigung der Frauen. 1986 kam es infolge von Flügelkämpfen innerhalb der Partei zu einem heftigen, zehntägigen Bürgerkrieg.
Im arabisch-schiitisch geprägten Nordjemen kam es nach dem Tod Ahmad ibn Yahyas am 26. September 1962 zur Revolution nach dem Vorbild Gamal Abdel Nassers in Ägypten und einem nachfolgenden Bürgerkrieg. Die republikanische Seite rief dabei die Jemenitische Arabische Republik aus und wurde von Ägypten unterstützt. Die royalistische Gegenseite erhielt Unterstützung aus Saudi-Arabien und Großbritannien. Die ausländische Unterstützung schlief aber über die Jahre ein, so dass die Republikaner 1970 siegten. Saudi-Arabien söhnte sich schnell mit der Republik aus, insbesondere aus Sorge vor einer Ausdehnung des Sozialismus aus Südjemen bis an die eigenen Landesgrenzen, und wurde zum beherrschenden Machtfaktor in Nordjemen. Nach der Ermordung zweier Präsidenten und erheblichen Unruhen wurde 1978 Ali Abdullah Salih Präsident Nordjemens. Ihm gelang bis 1982 eine weitgehende Befriedung des Landes und die Stabilisierung des politischen Systems. Grundlage dafür waren insbesondere ein Interessenausgleich zwischen verschiedenen Stammesverbänden durch die Verteilung öffentlicher Ämter und durch von Saudi-Arabien ermöglichte Geldzahlungen sowie die Etablierungen einer Einparteienherrschaft mit der Einheitspartei des Allgemeinen Volkskongresses.

## Wiedervereinigung
Nach mehreren gescheiterten Anläufen (1972–1973/77 und 1979–1982/86) kam es am 22. Mai 1990, kurz vor der Auflösung der Sowjetunion, zur Vereinigung von Nord- und Südjemen (Jemenitische Arabische Republik und Demokratische Volksrepublik Jemen) unter dem bis dahin nordjemenitischen Präsident Saleh. Dabei spielte auch das gemeinsame Interesse an der Ausbeutung von Ölfeldern im Grenzgebiet eine Rolle. Eine wirkliche Vereinigung der Verwaltung und der Armee gelang lange Zeit nicht. Bis 1991 litt das Land unter einer schweren Wirtschaftskrise, als es nach der Besetzung Kuwaits den Krieg gegen den Irak ablehnte und daraufhin 850.000 jemenitische Gastarbeiter aus den Golfstaaten ausgewiesen wurden.
Gegen die Vorherrschaft des konservativen Nordens, Misswirtschaft und der Zentralisierungspolitik der Regierung in Sanaa kam es ab Februar 1994 zum Bürgerkrieg und im Mai vorübergehend zur  erneuten Abspaltung des Südens als Demokratische Republik Jemen, bis der Widerstand des Südens mit der Eroberung von Aden im Juli gebrochen wurde. Seit 2001 steht Jemen zunehmend im Verdacht, Rückzugsgebiet für international gesuchte Terroristen zu sein, da die Regierung, wegen der Autonomie der Stämme, weite Teile des Landes nicht voll kontrolliert. Außerdem wurden immer wieder Touristen durch Stämme entführt, um von der Regierung in Sanaa Zugeständnisse zu erpressen.

## Zunehmende Spannung und Bürgerkrieg
Seit der Wiedervereinigung hatten sich verschiedene Bewegungen formiert, die mit den politischen Zuständen in Jemen unzufrieden waren. Ein Auslöser war die sich immer stärker auflösende Demokratie. So sammelten die nördlichen Stammesführer fortgesetzt politische und wirtschaftliche Macht. Parlamentssitze nahmen den Charakter erblicher Titel innerhalb dieser Gruppe an. Unter anderem gewann die Organisation al-Qaida zunehmend an Macht und brachte 2013 die Stadt Rada'a unter ihre Kontrolle. Des Weiteren hielten sich viele Mitglieder der Terrororganisation Al-Qaida auf der Arabischen Halbinsel in Jemen auf. Während die sunnitisch dominierte al-Qaida unter anderem von Saudi-Arabien unterstützt wurde, begann sich aus der alten zaiditisch-schiitischen Elite des Nordens, die seit dem Ende der Monarchie 1962 marginalisiert worden war, die Huthi-Bewegung zu formieren. Sie erhielt insbesondere im Norden des Landes Zulauf und wurde bald vom Iran unterstützt. Von 2009 bis 2010 gab es eine erste direkte Kampagne des saudi-arabischen Militärs mit Luftangriffen gegen die Huthis.
2006/7 begann sich auch in Südjemen eine Protestbewegung zu formieren. Ausgangspunkt waren die Proteste ehemaliger südlicher Staatsbediensteter gegen ihre seit der Wiedervereinigung erfolgte Pensionierung zu wirtschaftlich schlechten Bedingungen. Bald schlossen sich weitere Südjemeniten an, die mit der allgemeinen Dominanz des Nordens im gemeinsamen Staat unzufrieden waren. Die südliche Protestbewegung wurde unter dem Namen Hirak bekannt. Von 2008 an forderte die südjemenitische Bewegung immer stärker eine erneute Teilung des Landes.
Durch den Arabischen Frühling kam es zu Protesten gegen die Diktatur von Ali Abdullah Salih, die zu gewaltsamen Ausschreitungen führten. Schließlich trat Salih zurück. Bei der Präsidentschaftswahl war der einzige Kandidat jedoch der bisherige Vizepräsident Abed Rabbo Mansur Hadi, weshalb immer mehr Menschen eine Abspaltung des Südens fordern.

### Regierung Hadi und Machtergreifung der Rebellen
Der Regierung gelang es während der Präsidentschaft Hadis weder, dem Aufstand der Ansar Allah-Bewegung der Huthis effektiv zu begegnen, noch dem zunehmenden Terror der mit den Huthis verfeindeten al-Qaida und dem mit ihr konkurrierenden Islamischer Staat (IS, ISIS) Einhalt zu gebieten oder die verfeindeten Parteien im Land zusammenzubringen. Auch der Mangel an Rechtsstaatlichkeit, die grassierende Korruption und die marode Wirtschaftslage begünstigten die Krise im Jemen. Zu ersten bewaffneten Auseinandersetzungen zwischen Regierungstruppen und Huthis kam es im Jahr 2004.
Mit der weiteren Verschlechterung der Sicherheitslage und wirtschaftlichen Situation Jemens schwand die Unterstützung für die neue Übergangsregierung von Präsident Hadi, wodurch die Huthis – auch von Anhängern Salihs – weiteren Zulauf erhielten. Der von den USA unterstützte Hadi scheiterte schließlich mit seinem Ziel, einen Föderalstaat zu errichten, an der Stärke der Huthis. 2013 scheiterte die sogenannte Nationale Dialogkonferenz insbesondere am Widerstand aus Südjemen.
Im Sommer 2014 rückten die Huthi-Rebellen nach Jahren des politischen Chaos und der Gewalt in Jemen auf die Hauptstadt Sanaa vor und nahmen sie schließlich ungehindert vom Salih-treuen Militär und mit Unterstützung von Stämmen, die gegen die Zentralregierung gerichtet waren, ein. Hadi trat am Tag des Ablaufs seiner regulären Amtszeit im Januar 2015 als Präsident zurück und floh Anfang Februar 2015 nach Aden. Am 6. Februar 2015 wurde das Parlament des Landes durch die Huthi-Rebellen aufgelöst. Hadi widerrief seinen Rücktritt und erklärte Aden zur Hauptstadt des Jemens.

### Saudi-arabische Militärintervention
Ende März 2015 floh Hadi dann vor den gegen Aden vorrückenden Huthis nach Riad in Saudi-Arabien, von wo aus er die Unterstützung gegen die Huthis mobilisierte und versuchte weiterzuregieren.
Zeitgleich startete eine von Saudi-Arabien gebildete und angeführte sunnitische Militärallianz gegen die Huthi-Rebellen am 26. März 2015 mit Luftangriffen eine logistisch von den USA, Frankreich und Großbritannien unterstützte Militärintervention in Jemen, als deren Ziel die Militärallianz den Schutz der „legitimen Regierung Jemens“ vor einer Übernahme durch die Huthi-Rebellen angab.

## Einzelbelege
1. ↑  Das Wort Jemen, arabisch يَمَن, DMG Yaman, wird genau gleich geschrieben, wie arabisch يُمن, DMG yumn ‚Glück‘  (transliteriert YMN); vgl. H. Wehr: Arabisches Wörterbuch, Wiesbaden 1968, S. 985.
2. ↑  Vgl. W. Montgomery Watt: Al-Aswad in The Encyclopaedia of Islam. New Edition Bd. I, S. 728a.
3. ↑  Vgl. Elias Shoufany: Al-Riddah and the Muslim Conquest of Arabia. Toronto: University of Toronto Press 1973. S. 138.
4. ↑  Johann Heiss: War and Mediation for Peace in a Tribal Society (Yemen, 9th Century). In: Andre Gingrich, Sylvia Haas, Gabriele Paleczek (Hrsg.), Kinship, Social Change and Evolution. Berger, Wien 1989, ISBN 3-85028-200-7, S. 63–74.
5. ↑  Vgl. Heinz Halm. Die Schia. Wissenschaftliche Buchgesellschaft, Darmstadt, 1988. S. 246f.
6. ↑  Vgl. Heinz Halm. Die Schia. Wissenschaftliche Buchgesellschaft, Darmstadt, 1988. S. 200.
7. ↑  Vgl. Heinz Halm. Die Schia. Wissenschaftliche Buchgesellschaft, Darmstadt, 1988. S. 206.
8. ↑  António Henrique de Oliveira Marques: Geschichte Portugals und des portugiesischen Weltreichs (= Kröners Taschenausgabe. Band 385). Aus dem Portugiesischen von Michael von Killisch-Horn. Kröner, Stuttgart 2001, ISBN 3-520-38501-5.
9. ↑  Vgl. Kuehn 71.
10. ↑  Vgl. Kuehn 147.
11. ↑  Terrornetzwerk will Einflussbereich ausweiten: Al Qaida übernimmt Stadt im Jemen. In: rp-online.de. 16. Januar 2012, abgerufen am 8. Februar 2024.
12. ↑  Eva Marie Kogel: Al-Qaida: Jemen ist die neue Brutstätte des Terrors. In: welt.de. 8. August 2013, abgerufen am 7. Oktober 2018.
13. 1 2 3 4 5 6  Warum Krieg gegen den Jemen jetzt? (Memento vom 9. April 2015 auf WebCite), Telepolis, 9. April 2015, von Georg Meggle, archiviert vom Original.
14. 1 2  Kampf gegen einstige Freunde – So tief steckt der Westen im Jemen-Krieg (Memento vom 11. April 2015 auf WebCite), n-tv.de, 7. April 2015, von Christoph Herwartz, archiviert vom Original.
15. ↑  Jemen (Memento vom 10. April 2015 auf WebCite), Bundeszentrale für politische Bildung, 10. März 2014, von Sebastian Sons, archiviert vom Original.
16. 1 2 3 4 5  Ziele der jemenitischen Miliz – Wer sind die Huthis? (Memento vom 8. April 2015 auf WebCite), tagesschau.de, 29. März 2015, archiviert vom Original.
17. ↑  Überblick über Konfliktparteien – Die Akteure im Jemen (Memento vom 10. April 2015 auf WebCite), tagesschau.de, 26. März 2015, archiviert vom Original.
18. ↑  Der Jemen versinkt im Chaos (Memento vom 13. April 2015 auf WebCite), inforadio.de, 12. April 2015, von Mareike Transfeld.
19. ↑  Russland fordert Unterbrechung der Luftangriffe im Jemen (Memento vom 8. April 2015 auf WebCite), Deutsche Welle, 4. April 2015, archiviert vom Original.
20. 1 2 3  Mareike Transfeld, in: Saudi-Arabiens Luftangriffe destabilisieren Jemen weiter (Memento vom 15. April 2015 auf WebCite), Stiftung Wissenschaft und Politik, Kurz gesagt, 31. März 2015, archiviert vom Original. Auch erschienen als: Gastbeitrag: Wie Saudi-Arabien den Jemen destabilisiert (Seite 1 (Memento vom 13. April 2015 auf WebCite), Seite 2 (Memento vom 13. April 2015 auf WebCite), Seite 3 (Memento vom 13. April 2015 auf WebCite)), Handelsblatt, 5. April 2015, archiviert vom Original (Seite 1, Seite 2, Seite 3) am 13. April 2015.
21. ↑  http://bazonline.ch/ausland/naher-osten-und-afrika/Schiitische-Rebellen-uebernehmen-die-Macht-im-Jemen/story/18548649
22. ↑  Jemen-Expertin: „Al-Kaida wird am ehesten vom Konflikt profitieren“ (Memento vom 13. April 2015 auf WebCite), derstandard.at, 13. April 2015 (Teresa Eder, derStandard.at, 10. April 2015), Interview von Teresa Eder mit Marie-Christine Heinze, archiviert vom Original.
23. ↑  Krieg im Jemen – Pakistan beteiligt sich nicht an Luftangriffen (Seite 1 (Memento vom 11. April 2015 auf WebCite), Seite 2 (Memento vom 11. April 2015 auf WebCite)), Handelsblatt, 10. April 2015, archiviert vom Original (Seite 1, Seite 2) am 11. April 2015.
24. ↑  Militäreinsatz im Jemen: Saudi-Arabien schmiedet Allianz gegen Iran (Memento vom 8. April 2015 auf WebCite), Der Spiegel, 26. März 2015, von Christoph Sydow, archiviert vom Original.
25. ↑  Menschenrechtler sehen Indizien für Streubomben im Jemen (Memento vom 3. Mai 2015 auf WebCite), Reuters Deutschland, 3. Mai 2015, archiviert vom Original.
26. ↑  «Sturm der Entschlossenheit»: Saudi-Arabien startet Militäreinsatz im Jemen (Memento vom 7. April 2015 auf WebCite), blick.ch, 26. März 2015, archiviert vom Original.